# Cebreros
Cebreros é um município da Espanha na província de Ávila, comunidade autónoma de Castela e Leão, de área 137 km² com população de 3438 habitantes (2007) e densidade populacional de 23,44 hab/km².

## Localização
Localiza-se no este da província de Ávila.
| Noroeste: San Bartolomé de Pinares | Norte: El Hoyo de Pinares                    | Nordeste: El Hoyo de Pinares, Valdemaqueda |
| Oeste: El Barraco                  |                                              | Este: Valdemaqueda, Robledo de Chavela     |
| Sudoeste: El Barraco               | Sul: El Tiemblo, San Martín de Valdeiglesias | Sudeste: Navas del Rey                     |

## Demografia
| Variação demográfica do município entre 1991 e 2004 | Variação demográfica do município entre 1991 e 2004 | Variação demográfica do município entre 1991 e 2004 | Variação demográfica do município entre 1991 e 2004 |
| --------------------------------------------------- | --------------------------------------------------- | --------------------------------------------------- | --------------------------------------------------- |
| 1991                                                | 1996                                                | 2001                                                | 2004                                                |
| 3627                                                | 3483                                                | 3156                                                | 3223                                                |